# 亀田医療大学
亀田医療大学（かめだいりょうだいがく、英語: Kameda University of Health Sciences、公用語表記: 亀田医療大学）は、千葉県鴨川市横渚462番地に本部を置く日本の私立大学。1954年創立、2012年大学設置。大学の略称は亀田医大。

旧・鴨川市立鴨川中学校の跡地に位置する。
亀田総合病院の亀田グループに属する。

## 沿革
創基となる1954年（昭和29年）に「より良い医療には、看護力なくしてありえない」との想いから亀田病院附属准看護婦学校を開校。1966年（昭和41年）には、正看の教育をする亀田総合病院高等看護学院（2年課程）を設置。続けて1979年（昭和54年）には、3年課程となる専修学校の認可を受けた。1992年（平成4年）に2年課程の第2看護学科を開設した。2002年（平成14年）に、1年課程の第1看護学科80名、2年課程の第2看護学科40名、准看護学科30名、の3学科を有する看護専門学校となる。2000年（平成12年）に准看護学科を廃止して助産学科20名を設置し、亀田医療技術専門学校と改称した。2005年（平成17年）3月に第2看護学科を廃止し、2010年（平成22年）4月に設置者を医療法人から学校法人へ変更した。
2009年（平成21年）看護学科80名、助産学科20名で2012年（平成24年）に開学を計画する。
2010年（平成22年）2月5日に鴨川市が市民説明会を催し、医療大学誘致のため用地の無料譲渡は周知不足の意見が上がる。10月に校歌『夢の翼』を制定する。
2011年（平成23年）3月までに定員80名の看護学部看護学科の設置を申請した。
2011年（平成23年）5月10日に校舎建設の安全祈願祭、7月28日に亀田メディカルセンターで第1回オープンキャンパスをそれぞれ催した。10月24日に文部科学省から設置認可を得る。教員の年齢構成が高いことから教員の採用計画などによる将来構想の着実な実施、若手教員の授業担当科目数が多すぎることに対する支援を実施すべきこと、鴨川市から補助金を収納次第速やかに報告するよう、設置にあたり留意事項が付された。
2012年（平成24年）亀田医療大学（看護学部）開校
2013年（平成25年）亀田医療大学総合研究所を設置。学生会館（コモンズ鉄蕉館）完成。千葉県鴨川市と連携協定を締結
2016年（平成28年）千葉興業銀行と相互協力連携協定を締結。中国の山西医科大学、錦州医科大学と交流協定を締結
2017年（令和4年）中国の遼寧中医薬大学と交流協定を締結。アメリカのグアム大学と交流協定を締結
2023年（令和5年）ドイツのフリートナー応用科学大学と交流協定を締結
2025年（令和7年）大学院看護学研究科（看護学専攻）博士後期課程を設置

## 教育および研究

### 学部
- 看護学部
  - 看護学科

### 大学院
- 看護学研究科
  - 看護学専攻（博士前期課程・博士後期課程開設予定）

## 施設
校舎（4階建、建築面積約5100平方メートル）
- 講義室
- 事務室
- 看護実習室
- 教員室
- 図書館

学生会館（4階建）

#### 広報資料・プレスリリースなど一次資料
1. ↑  亀田メディカルセンター亀田医療大学ホームページ（2019年6月11日閲覧）。
2. ↑  “学校の概要”.   亀田医療技術専門学校. 2011年11月20日時点のオリジナルよりアーカイブ。2011年12月9日閲覧。
3. ↑  亀田医療大学の設置認可おりる 2012年4月、いよいよ開学!! 医療法人鉄蕉会 2011年11月1日[リンク切れ]
4. ↑  亀田医療大学と「相互協力連携に関する協定書」を締結!!～ 千葉県内の地域活性化をはかるため相互協力を推進 ～千葉興銀ホームページ（2016年9月15日）2019年6月11日閲覧。

## 公式サイト
- 亀田医療大学